# Cristofano Gherardi

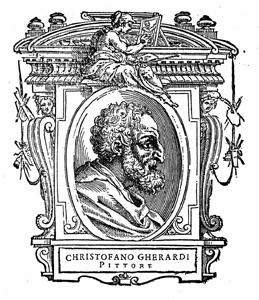
Retrat de Gherardi - Gravat de Le Vite de Vasari

Cristofano Gherardi, dit il Doceno (dal Borgo), (Borgo Sansepolcro, 25 de novembre de 1508 - abril de 1556) va ser un pintor manierista toscà, deixeble i habitual col·laborador de Giorgio Vasari abans i després del seu exili de Florència.

## Biografia
Va fer el seu aprenentatge amb Raffaellino del Colle, i posteriorment amb Rosso Fiorentino i Giorgio Vasari. L'any 1536, Vasari el va cridar per fer les decoracions de la cerimònia de benvinguda a Carles V a la ciutat. L'any següent, acusat de conspiració contra Cosme I de Toscana, va ser desterrat de Toscana (entre 1537 i 1546). Va ser acollit per l'abat Giulio Bufalini a San Giustino, on va treballar als frescos d'escenes mitològiques en algunes sales del Castello Bufalini. Durant aquest exili pintà la Visitació de Maria a Isabel per a l'església de Sant Domènec a Città di Castello, decoracions d'església a San Sepolcro, i treballs per a Vitelli, per a qui va treballar molt de temps.
Va tornar com a ajudant de Vasari durant els seus dos darrers anys, i va treballar al Quartiere degli Elementi, al Palazzo Vecchio, tot i que certs frescos els són atribuïts de manera conjunta (Castració d'Urà, Sala di Cerere, ...). Posteriorment, Vasari va contractar per reemplaçar-lo com a ajudant principal Giovanni Stradano.

## Obres
- La Sala di Cerere i d'altres frescos al Quartiere degli Elementi del Palazzo Vecchio de Florència amb Vasari
- Al·legoria de la redempció del gènere humà conservat a Roma, a la Vil·la Albani
- La Visitació de la Mare de Déu, pintura (1541-1545), San Domenico a Città di Castello, conservada al musée des Augustins de Tolosa de Llenguadoc
- Stanza degli dei pagani, frescos al Castello Bufalini, San Giustino
- Dibuixos al Museu del Louvre (París), departament de les Arts gràfiques:
  - Juno asseguda sobre uns núvols, amb la mà dreta sobre un gall d'indi
  - Clèlia salva les joves romanes, i al·legoria del Tíber
  - Helena lliurant-se a Paris
  - La Mare de Déu sostinguda pels Àngels
  - Pagès treballant: al·legoria del mes de novembre
  - Santa Família amb sant Joan Baptista, santa Anna i santa Elisabet
  - Santa Família amb santa Anna i sant Joan
  - Un caçador d'ocells agenollat: al·legoria del mes d'octubre